# Pleopeltis pleopeltifolia
Pleopeltis pleopeltifolia là một loài thực vật có mạch trong họ Polypodiaceae. Loài này được (Raddi) Alston miêu tả khoa học đầu tiên năm 1956.